# Julio Macat
Julio Guillermo Macat (né en 1957 à Buenos Aires, Argentine)) est un directeur de la photographie américain. Il a travaillé sur trente à quarante films.

## Biographie
Macat est né à Rosario (Santa Fe), Argentine. Sa famille émigre aux États-Unis lorsqu'il a 14 ans. Il fréquente un temps la Beverly Hills High School, puis quitte l'école et commence sa carrière comme assistant pour des cinéastes tels Mario Tosi (en) et John Alcott. Par la suite, il commence des études à UCLA. 
Son premier long métrage en tant que directeur de la photographie est Out of the Dark de Michael Schroeder.
Macat est marié à l'actrice Elizabeth Perkins depuis le 17 juin 2000.

## Filmographie
- 1986 : The Hooters: Nervous Night
- 1989 : L'arme du clown (en) (Out of the Dark) :
- 1990 : Maman, j'ai raté l'avion
- 1991 : 
  - Borrower
  - Ta mère ou moi
- 1992 : Maman, j'ai encore raté l'avion
- 1993 : Quand Harriet découpe Charlie !
- 1994 : 
  - Ace Ventura, détective pour chiens et chats
  - Miracle sur la 34e rue
- 1995 : Moonlight et Valentino
- 1996 : 
  - Le Professeur foldingue
  - Président ? Vous avez dit président ?
- 1997 : Maman, je m'occupe des méchants !
- 1999 : Crazy in Alabama
- 2001 : 
  - Comme chiens et chats
  - Un mariage trop parfait
- 2002 : 
  - Ecks contre Sever : Affrontement mortel
  - Le Temps d'un automne
- 2003 : Bronx à Bel Air
- 2004 : Les Petits Braqueurs
- 2005 : Serial noceurs
- 2006 : Blind Dating
- 2007 : À la recherche de l'homme parfait
- 2008 : Columbus Day
- 2009 : The Code
- 2011 : Winnie l'ourson
- 2012 : The Hit Girls
- 2013 : 
  - Syrup
  - Web Therapy
- 2014 : Famille recomposée (Blended) de Frank Coraci
- 2015 : Very Bad Dads (Daddy's Home) de Sean Anders
- 2017 : Very Bad Dads 2 (Daddy's Home 2) de Sean Anders
- 2018 : La Reine de la fête (Life of the Party) de Ben Falcone
- 2019 : Après le mariage (After the Wedding) de Bart Freundlich